# جولی
جولی می‌تواند یکی از موارد زیر باشد:
- آنجلینا جولی، (۱۹۷۵) بازیگر، فیلمساز و نیکوکار آمریکایی.
- آریانا جولی، (۱۹۸۲) بازیگر آمریکایی پورنوگرافی.
- جناویو جولی، (۱۹۸۴) بازیگر فیلم های پورنو مکزیکی آمریکایی.
- ملانی جولی، (۱۹۷۹) وکیل و سیاستمدار کانادایی.